# (1166) Sakuntala
(1166) Sakuntala est un astéroïde de la ceinture principale, découvert le 27 juin 1930 par l'astronome soviétique Praskovia Parkhomenko à l'observatoire de Simeïz et indépendamment, le 29 juin 1930, par l'astronome allemand Karl Wilhelm Reinmuth à l'observatoire du Königstuhl. Sa désignation temporaire est 1930 MA.
D'environ 29 kilomètres de diamètre, il accomplit sa révolution autour du Soleil en quatre ans. Il accomplit une rotation sur lui-même toutes les six heures.
Durant une opposition d'apsides, quand (1166) Sakuntala est situé à seulement une unité astronomique de la Terre, sa luminosité peut atteindre une magnitude apparente de 10,5, comme cela arriva le 7 juillet 2007, ou de 10,7 le 30 juin 2011, faisant de lui l'un des astéroïdes les plus récemment découverts observable avec un petit télescope.
Il est nommé d'après Sacontale un personnage féminin du Mahabharata.

## Sources
- (en) Cet article est partiellement ou en totalité issu de l’article de Wikipédia en anglais intitulé « 1166 Sakuntala » (voir la liste des auteurs).

## Compléments